# UCI-Mountainbike-Eliminator-Weltcup
Der UCI-Mountainbike-Eliminator-Weltcup  ist eine vom Radsport-Weltverband UCI organisierte Rennserie, bei der in der Disziplin Cross-Country Eliminator (XCE) um Weltcuppunkte gekämpft wird. Die einzelnen Rennen findet weltweit meist auf Stadtkursen statt. Der Eliminator-Weltcup fand zunächst im Rahmen des UCI-Mountainbike-Weltcups statt, seit 2017 handelt es sich um eine eigenständige Veranstaltung.

## Geschichte
In den Jahren 2010 und 2011 gab es Eliminator-Wettkämpfe im Vorprogramm einzelner Ausgaben des Mountainbike-Weltcups, so in Dalby Forest und Nové Město na Moravě. Für 2012 verkündete die UCI die offizielle Aufnahme des Eliminator-Formats in den Weltcup als Ersatz für Four Cross, mit drei Rennen in Houffalize, Nové Město und La Bresse. Deren Ergebnisse fanden somit Eingang ins UCI-Jahrbuch, allerdings gab es weder ein Gesamtklassement noch zählten die Rennen für das existierende Cross-Country-Klassement.
Im UCI-Mountainbike-Weltcup 2013 fand der Eliminator fünfmal statt. Dank einer Regeländerung wurden Gesamtklassements für Männer und Frauen geschaffen und am Ende der Saison erstmals Weltcupsieger gekürt. Allerdings zeichneten sich bereits Schwierigkeiten ab: Die Aussicht auf eine Aufnahme des neuen Wettbewerbs in die Olympischen Spiele 2016 hatte sich zerschlagen, und zudem stieß der Eliminator bei den stärksten Fahrern auf Desinteresse. 2014 fand nochmals eine XCE-Gesamtwertung mit sechs Läufen statt, doch das Ende war schon beschlossene Sache, auch aus Mangel an Sponsoren und wegen Terminschwierigkeiten. Im Programm des Weltcups 2015 war Eliminator nicht mehr von der Partie.
2017 reaktivierte die UCI den Eliminator-Weltcup, nunmehr als eigenständige Rennserie in städtischem Umfeld, deren Organisation, wie auch die der Weltmeisterschaften, der belgischen Firma City Mountainbike übertragen wurde; letztere hatte schon jahrelange Erfahrung mit der Organisation dieser Art von Rennen gesammelt. Hierfür war keine Regeländerung erforderlich, in der Tat hatten bereits die Weltcuprennen von La Bresse 2012 und Albstadt 2013 im jeweiligen Ortskern stattgefunden. Dennoch bedeutete die Änderung eine Neuausrichtung der Sportart, die sich von einem Zusatzwettbewerb für Cross-Country-Fahrer zu einer Disziplin für Spezialisten entwickelte.
Die Weltcup-Ausgaben von 2017 bis 2019 umfassten jeweils sechs bis sieben Runden. 2020 konnten infolge der Corona-Pandemie nur zwei der sieben geplanten Runden tatsächlich stattfinden; auf eine Gesamtwertung wurde daher verzichtet. Ab 2021 konnte der Weltcup wieder weitgehend planmäßig durchgeführt werden, 2022 mit einer Rekordzahl von zehn Runden. Für 2024 sind acht Weltcup-Runden von April bis November geplant.

## Modus
Die Regeln über den Eliminator-Weltcup in Abschnitt 4.15 des UCI-Regelwerks besagen lediglich, dass der Ablauf des Rennens den üblichen Regeln für Cross-Country Eliminator entsprechen muss, und dass Männer und Frauen je eine Altersklasse ab 17 Jahren bilden. Alle weiteren Details werden dem Veranstalter überlassen, derzeit City Mountainbike.
In jedem Lauf findet zunächst eine Qualifikation statt, in der jeder Teilnehmer den Parcours einzeln auf Zeit fährt; dies dient der Erstellung einer Setzliste. Der Endkampf findet mit maximal 32 Teilnehmern statt. In Achtel-, Viertel- und Halbfinals treten jeweils vier Fahrer gegeneinander an, von denen die beiden ersten weiterkommen. Im Finale werden die Plätze 1 bis 4 ermittelt, im kleinen Finale die Plätze 5 bis 8.
Für das Weltcup-Ranking werden nach dem Reglement von 2024 in Endkampf und Zeitfahren Punkte nach der unten dargestellten Tabelle vergeben. Ein Sieg in einem Lauf wird mit 1300 Euro Preisgeld belohnt, der Sieg in der Gesamtwertung mit 2250 Euro.
| Platz      | 1  | 2  | 3  | 4  | 5  | 6  | 7  | 8  | 9  | … | 16 |
| Endkampf   | 90 | 70 | 60 | 50 | 35 | 30 | 25 | 20 | 10 | … | 3  |
| Zeitfahren | 30 | 20 | 15 | 13 | 12 | 11 | 10 | 9  | 8  | … | 1  |

In der ursprünglichen Fassung der Regeln wurde nur das Endergebnis gewertet, wobei ein Sieg 60 Punkte zählte. Von 2021 bis 2023 gab es für einen Sieg im Endergebnis weiterhin 60 Punkte, im Zeitfahren 30, außerdem gab es pro Saison ein Streichergebnis.

## Statistiken
Von 2012 bis 2024 fanden in 11 Austragungen 62 Eliminator-Rennen statt, die meisten davon in Europa, vereinzelt aber auch in Australien, Nord- und Südamerika sowie Asien. Mehrfachsieger der Gesamtwertung sind Jeroen van Eck und Simon Gegenheimer (je zweimal) bei den Männern und Gaia Tormena (fünfmal) bei den Frauen. Tormena (22 Mal) und Gegenheimer (13 Mal) haben auch die meisten Einzelsiege errungen. Auf den Podiums konnten sich Fahrer aus insgesamt 26 Nationen und allen fünf Kontinentalverbänden platzieren.

## Gesamtwertung

### Männer
| Jahr                                    | Erster                                  | Zweiter                                 | Dritter                                 |
| XCE-Wertung im UCI-Mountainbike-Weltcup | XCE-Wertung im UCI-Mountainbike-Weltcup | XCE-Wertung im UCI-Mountainbike-Weltcup | XCE-Wertung im UCI-Mountainbike-Weltcup |
| --------------------------------------- | --------------------------------------- | --------------------------------------- | --------------------------------------- |
| 2012                                    | keine Gesamtwertung                     | keine Gesamtwertung                     | keine Gesamtwertung                     |
| 2013                                    | Daniel Federspiel                       | Simon Gegenheimer                       | Fabrice Mels                            |
| 2014                                    | Fabrice Mels                            | Simon Gegenheimer                       | Daniel Federspiel                       |
| 2015 und 2016 nicht ausgetragen         |                                         |                                         |                                         |
| UCI-Mountainbike-Eliminator-Weltcup     |                                         |                                         |                                         |
| 2017                                    | Simon Gegenheimer                       | Lorenzo Serres                          | Alberto Mingorance                      |
| 2018                                    | Jeroen van Eck                          | Simon Gegenheimer                       | Lorenzo Serres                          |
| 2019                                    | Hugo Briatta                            | Titouan Perrin-Ganier                   | Jeroen van Eck                          |
| 2020                                    | keine Gesamtwertung                     | keine Gesamtwertung                     | keine Gesamtwertung                     |
| 2021                                    | Jeroen van Eck                          | Simon Gegenheimer                       | Titouan Perrin-Ganier                   |
| 2022                                    | Simon Gegenheimer                       | Titouan Perrin-Ganier                   | Quentin Schrotzenberger                 |
| 2023                                    | Titouan Perrin-Ganier                   | Simon Gegenheimer                       | Lorenzo Serres                          |
| 2024                                    | Edvin Lindh                             | Lorenzo Serres                          | Theo Hauser                             |
| 2025                                    |                                         |                                         |                                         |

### Frauen
| Jahr                                    | Erste                                   | Zweite                                  | Dritte                                  |
| XCE-Wertung im UCI-Mountainbike-Weltcup | XCE-Wertung im UCI-Mountainbike-Weltcup | XCE-Wertung im UCI-Mountainbike-Weltcup | XCE-Wertung im UCI-Mountainbike-Weltcup |
| --------------------------------------- | --------------------------------------- | --------------------------------------- | --------------------------------------- |
| 2012                                    | keine Gesamtwertung                     | keine Gesamtwertung                     | keine Gesamtwertung                     |
| 2013                                    | Alexandra Engen                         | Kathrin Stirnemann                      | Jenny Rissveds                          |
| 2014                                    | Kathrin Stirnemann                      | Jenny Rissveds                          | Alexandra Engen                         |
| 2015 und 2016 nicht ausgetragen         |                                         |                                         |                                         |
| UCI-Mountainbike-Eliminator-Weltcup     |                                         |                                         |                                         |
| 2017                                    | Lizzy Witlox                            | Ingrid Bøe Jacobsen                     | Coline Clauzure                         |
| 2018                                    | Ingrid Bøe Jacobsen                     | Ella Holmegård                          | Iryna Popowa                            |
| 2019                                    | Gaia Tormena                            | Ella Holmegård                          | Marion Fromberger                       |
| 2020                                    | keine Gesamtwertung                     | keine Gesamtwertung                     | keine Gesamtwertung                     |
| 2021                                    | Gaia Tormena                            | Marion Fromberger                       | Lia Schrievers                          |
| 2022                                    | Gaia Tormena                            | Marion Fromberger                       | Marcela Lima                            |
| 2023                                    | Gaia Tormena                            | Marion Fromberger                       | Annemoon van Dienst                     |
| 2024                                    | Gaia Tormena                            | Didi de Vries                           | Madison Boissière                       |
| 2025                                    |                                         |                                         |                                         |